# کنترل خودم
«کنترل خودم» تک‌آهنگی از هنرمند اهل ایالات متحده آمریکا ال ال کول جی، جنیفر لوپز است که در سال ۲۰۰۶ میلادی منتشر شد.
این تک‌آهنگ در چارت‌های در رتبه اول و در چارت‌های ، نیوزلند، جزو ده ترانه اول قرار گرفت.